# Fate's Round-Up
Fate's Round-Up è un cortometraggio muto del 1913 diretto da Thomas Ricketts. Basato su un soggetto di Theodosia Harris, è un western che ha come interpreti principali Ed Coxen, Winifred Greenwood e George Field che, nella vita reale, era il marito della Greenwood.

## Produzione
Il film fu prodotto dalla Flying A (American Film Manufacturing Company).

## Distribuzione
Distribuito dalla Mutual, il film - un cortometraggio in una bobina - uscì nelle sale cinematografiche degli Stati Uniti il 20 dicembre 1913. Nello stesso anno, fu distribuito anche nel Regno Unito dalla American Co.